# Maria durch ein Dornwald ging
Maria durch ein Dornwald ging ist ein deutschsprachiges Adventslied aus dem Eichsfeld, das 1850 erstmals publiziert wurde und dessen Melodie möglicherweise aus dem 16. Jahrhundert stammt.

## Geschichte
Vom Ursprung her ist Maria durch ein Dornwald ging (modernisiert gelesen unter anderem als Maria durch ein’n Dornwald ging) kein Advents-, sondern ein Wallfahrtslied, das sich zunächst mündlich im 19. Jahrhundert, vom katholischen Eichsfeld ausgehend, im Bistum Paderborn verbreitete.
Die älteste bekannte Fassung mit sieben Strophen findet sich gedruckt 1850 in der Sammlung Geistliche Volkslieder mit ihren ursprünglichen Weisen von August von Haxthausen und Dietrich Bocholtz-Asseburg; die tatsächliche Entstehungszeit des Liedes ist unklar, eine gelegentliche Datierung auf das 16. Jahrhundert lässt sich zumindest nicht belegen. Allerdings findet sich im Andernacher Gesangbuch von 1608 das Lied Jesum und seine Mutter zahrt mit dem Vermerk „nach der Melodie Maria ging durch diesen Wald“ abgedruckt, worin gelegentlich eine Keimzelle des Adventsliedes vermutet wird.
Es waren die Liederbücher der Jugendbewegung zu Beginn des 20. Jahrhunderts, die dem Lied Popularität verschafften, andererseits auch seinen Wandel vom Wallfahrts- zum vermeintlich volkstümlichen Adventslied bewirkten: Um 1910 erschien das Lied in der heute bekannten dreistrophigen Fassung zunächst im Jugenheimer Liederblatt; 1912 fand es Aufnahme in den Zupfgeigenhansl und 1914 in das von Klemens Neumann, dem Mitbegründer der katholischen Quickborn-Jugendbewegung, herausgegebene Liederbuch Der Spielmann. Im Gotteslob ist das Lied unter Nummer 224 abgedruckt.

## Inhalt
Die ersten drei Strophen von der Wanderung Marias mit dem Kind „unter ihrem Herzen“ beziehen sich auf die Perikope des Besuches Marias bei Elisabeth aus dem Lukasevangelium (Lk 1,39–56 ). Sie ist ausgeschmückt mit dem Motiv vom abgestorbenen Dornwald, einem Sinnbild der Unfruchtbarkeit und des Todes, der beim Vorübergang Marias mit dem göttlichen Kind zu blühen beginnt. Die weiteren Strophen umkreisen in katechetischer Frage- und Antwortform das Geheimnis der Menschwerdung Gottes.

## Text der heute üblichen dreistrophigen Fassung
Maria durch ein Dornwald ging,

Kyrie eleison.

Maria durch ein Dornwald ging,

der hat in sieben Jahrn kein Laub getragen.

Jesus und Maria.

Was trug Maria unter ihrem Herzen?

Kyrie eleison.

Ein kleines Kindlein ohne Schmerzen,

das trug Maria unter ihrem Herzen.

Jesus und Maria.

Da haben die Dornen Rosen getragen,

Kyrie eleison.

Als das Kindlein durch den Wald getragen,

da haben die Dornen Rosen getragen.

Jesus und Maria.

## Text der siebenstrophigen Fassung von 1850
Maria durch ’nen Dornenwald ging

   Kyrieleison.

Maria durch ’nen Dornenwald ging,

Der hat in sieben Jahren kein Laub getragen!

   Jesus und Maria!

Was trug Maria unter ihrem Herzen?

   Kyrieleison.

Ein kleines Kindlein ohne Schmerzen,

Das trug Maria unter ihrem Herzen!

   Jesus und Maria!

Da haben die Dornen Rosen getragen,

   Kyrieleison.

Als das Kindlein durch den Wald getragen! –

Da haben die Dornen Rosen getragen!

   Jesus und Maria!

Wie soll dem Kind sein Name sein?

   Kyrieleison.

Der Name der soll Christus sein

Das war vom Anfang der Name sein.

   Jesus und Maria!

Wer soll dem Kind sein Täufer sein?

   Kyrieleison.

Das soll der Sanct Johannis sein,

Der soll dem Kind sein Täufer sein!

   Jesus und Maria!

Was kriegt das Kind zum Pathengeld?

   Kyrieleison.

Den Himmel und die ganze Welt,

Die kriegt das Kind zum Pathengeld!

   Jesus und Maria!

Wer hat erlös’t die Welt allein?

   Kyrieleison.

Das hat gethan das Christkindlein,

Das hat erlös’t die Welt allein! –

   Jesus und Maria!